# Asarkina consequens
Asarkina consequens är en tvåvingeart som först beskrevs av Walker 1857.  Asarkina consequens ingår i släktet Asarkina och familjen blomflugor. Inga underarter finns listade i Catalogue of Life.